# Schieß-Europameisterschaften 300 Meter 1991
Die 7. ISSF Schieß-Europameisterschaften 300 Meter 1989, fanden vom 7. bis 10. Juni 1991 in Winterthur, Schweiz für die Disziplin Gewehr auf die 300-Meter-Distanz statt. Es nahmen 23 Athleten aus sieben Ländern teil.

## Ergebnisse
| Wettbewerb                                 | Gold                                                    | Gold | Silber                                                  | Silber   | Bronze                                                  | Bronze   |
| ------------------------------------------ | ------------------------------------------------------- | ---- | ------------------------------------------------------- | -------- | ------------------------------------------------------- | -------- |
| 300 m Gewehr Dreistellungskampf            | Harald Stenvaag                                         | 1163 | Roger Jansson                                           | 1159     | Tapio Säynevirta                                        | 1158     |
| 300 m Gewehr Dreistellungskampf Mannschaft | SchweizKonrad Jäggi Norbert Sturny Olivier Cottagnoud   | 3456 | SchwedenRoger Jansson Michael Larsson Göran Jansson     | 3446     | NorwegenHarald Stenvaag Geir Magne Rolland Trond Kjøll  | 3445     |
| 300 m Standardgewehr                       | Kalle Leskinen                                          | 579  | Tapio Säynevirta                                        | 577      | Igor Maksakov                                           | 575      |
| 300 m Standardgewehr Mannschaft            | FinnlandKalle Leskinen Tapio Säynevirta Ralf Westerlund | 1730 | NorwegenGeir Magne Rolland Trond Kjøll Thore Larsen     | 1712     | SowjetunionIgor Maksakov Anatoly Klimenko Sergey Brayko | 1710     |
| 300 m Gewehr kniend                        | Benno Schmid                                            | 391  | Roger Jansson                                           | 388 (96) | Norbert Sturny                                          | 388 (96) |
| 300 m Gewehr kniend Mannschaft             | SchweizBenno Schmid Norbert Sturny Konrad Jäggi         | 1165 | SchwedenRoger Jansson Michael Larsson Göran Jansson     | 1153     | FrankreichPascal Bessy Roger Chassat Dominique Maquin   | 1151     |
| 300 m Gewehr stehend                       | Harald Stenvaag                                         | 381  | Petr Kůrka                                              | 379      | Sergey Brayko                                           | 377      |
| 300 m Gewehr stehend Mannschaft            | NorwegenHarald Stenvaag Geir Magne Rolland Trond Kjøll  | 1130 | SowjetunionSergey Brayko Anatoly Klimenko Igor Maksakov | 1123     | SowjetunionRoger Jansson Michael Larsson Göran Jansson  | 1109     |
| 300 m Gewehr liegend                       | Konrad Jäggi                                            | 596  | Norbert Sturny                                          | 595      | Olivier Cottagnoud                                      | 594      |
| 300 m Gewehr liegend Mannschaft            | SchweizKonrad Jäggi Norbert Sturny Olivier Cottagnoud   | 1785 | SchwedenChrister Larsson Michael Larsson Roger Jansson  | 1777     | FinnlandRalf Westerlund Kalle Leskinen Pekka Röppänen   | 1773     |

## Medaillenspiegel
| Platz  | Land        | Gold | Silber | Bronze | Gesamt |
| ------ | ----------- | ---- | ------ | ------ | ------ |
| 01     | Schweiz     | 5    | 1      | 2      | 8      |
| 02     | Norwegen    | 3    | 1      | 1      | 5      |
| 03     | Finnland    | 2    | 1      | 2      | 5      |
| 04     | Schweden    | —    | 5      | 1      | 6      |
| 05     | Sowjetunion | —    | 1      | 3      | 4      |
| 06     | Tschechien  | —    | 1      | —      | 1      |
| 07     | Frankreich  | —    | —      | 1      | 1      |
| Gesamt | Gesamt      | 10   | 10     | 10     | 30     |